# Охаба (комуна)
Охаба (рум. Ohaba) — комуна у повіті Алба в Румунії. До складу комуни входять такі села (дані про населення за 2002 рік):
- Колібі (64 особи)
- Мегієрат (8 осіб)
- Охаба (563 особи) — адміністративний центр комуни
- Секешел (285 осіб)

Комуна розташована на відстані 256 км на північний захід від Бухареста, 16 км на схід від Алба-Юлії, 79 км на південь від Клуж-Напоки, 148 км на захід від Брашова.

## Населення
За даними перепису населення 2002 року у комуні проживали 920 осіб.
Національний склад населення комуни:
| Національність | Кількість осіб | Відсоток |
| -------------- | -------------- | -------- |
| румуни         | 914            | 99,3%    |
| угорці         | 3              | 0,3%     |
| цигани         | 3              | 0,3%     |

Рідною мовою назвали:
| Мова      | Кількість осіб | Відсоток |
| --------- | -------------- | -------- |
| румунська | 916            | 99,6%    |
| угорська  | 2              | 0,2%     |
| циганська | 2              | 0,2%     |

Склад населення комуни за віросповіданням:
| Релігія        | Кількість осіб | Відсоток |
| -------------- | -------------- | -------- |
| православні    | 759            | 82,5%    |
| баптисти       | 96             | 10,4%    |
| греко-католики | 55             | 6,0%     |
| п'ятдесятники  | 8              | 0,9%     |
| реформати      | 1              | 0,1%     |